# Schiffbruch

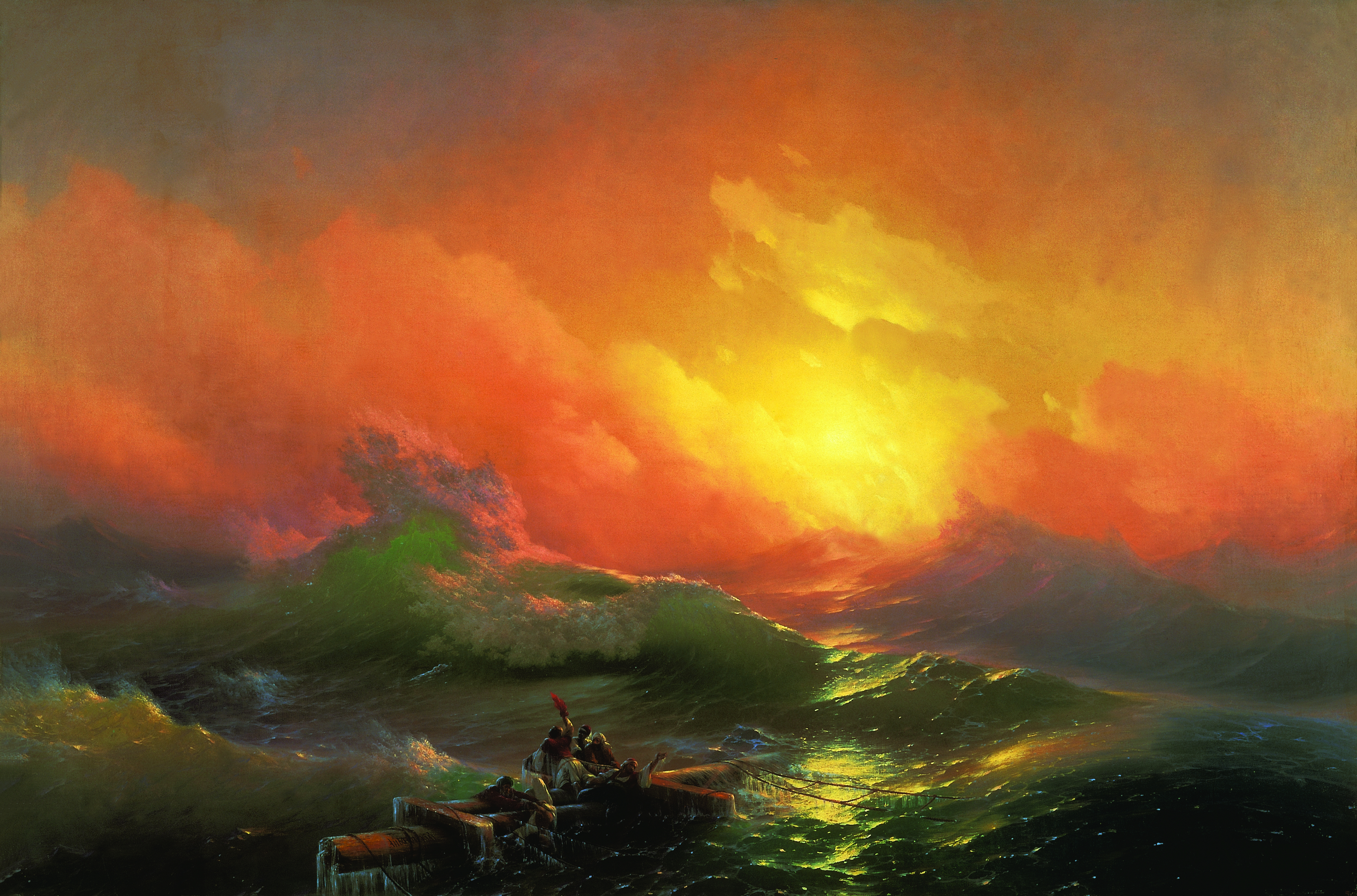
Die neunte Welle, Gemälde von Iwan Konstantinowitsch Aiwasowski (1850)

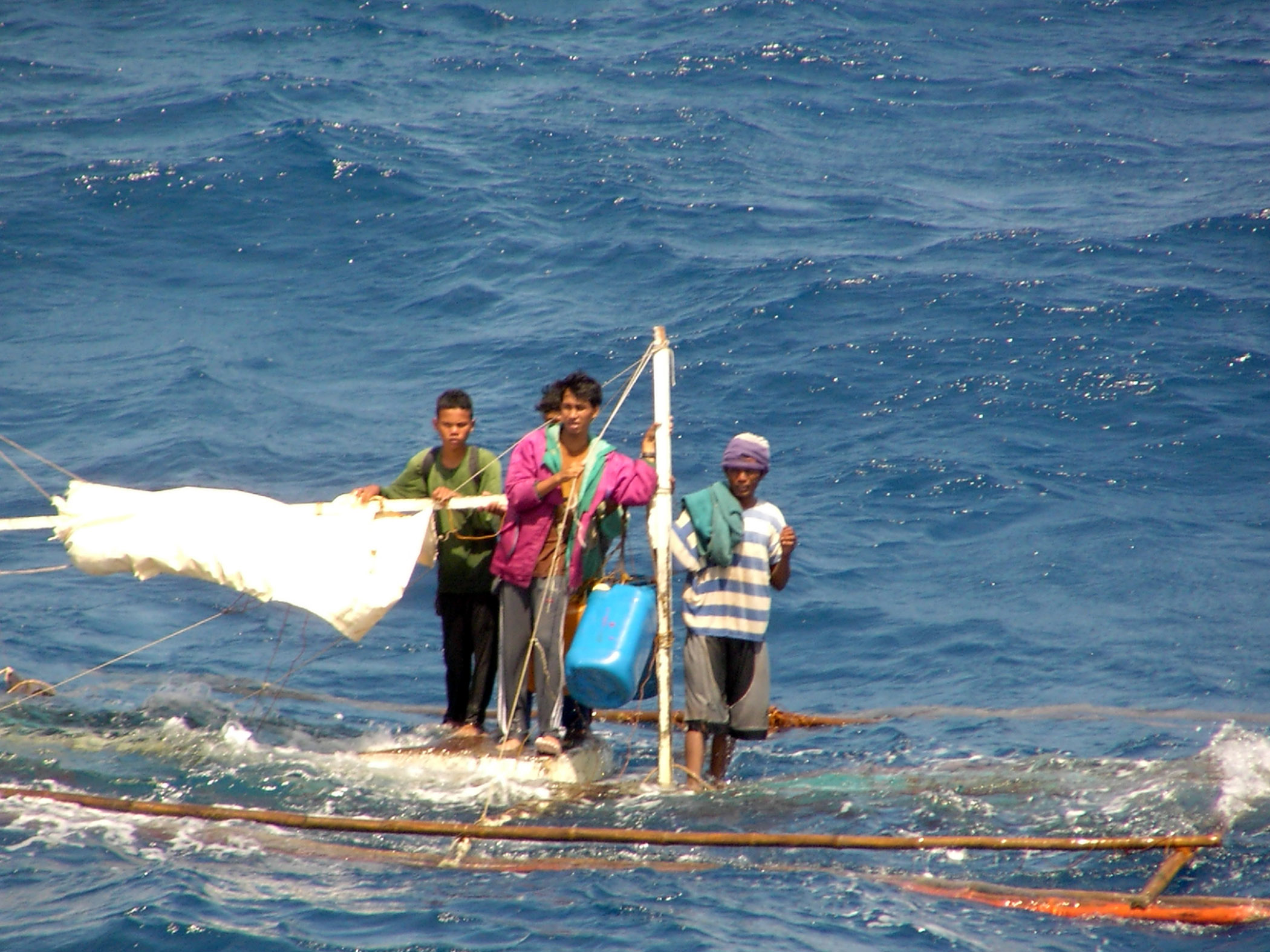
Schiffbrüchige vor den Philippinen

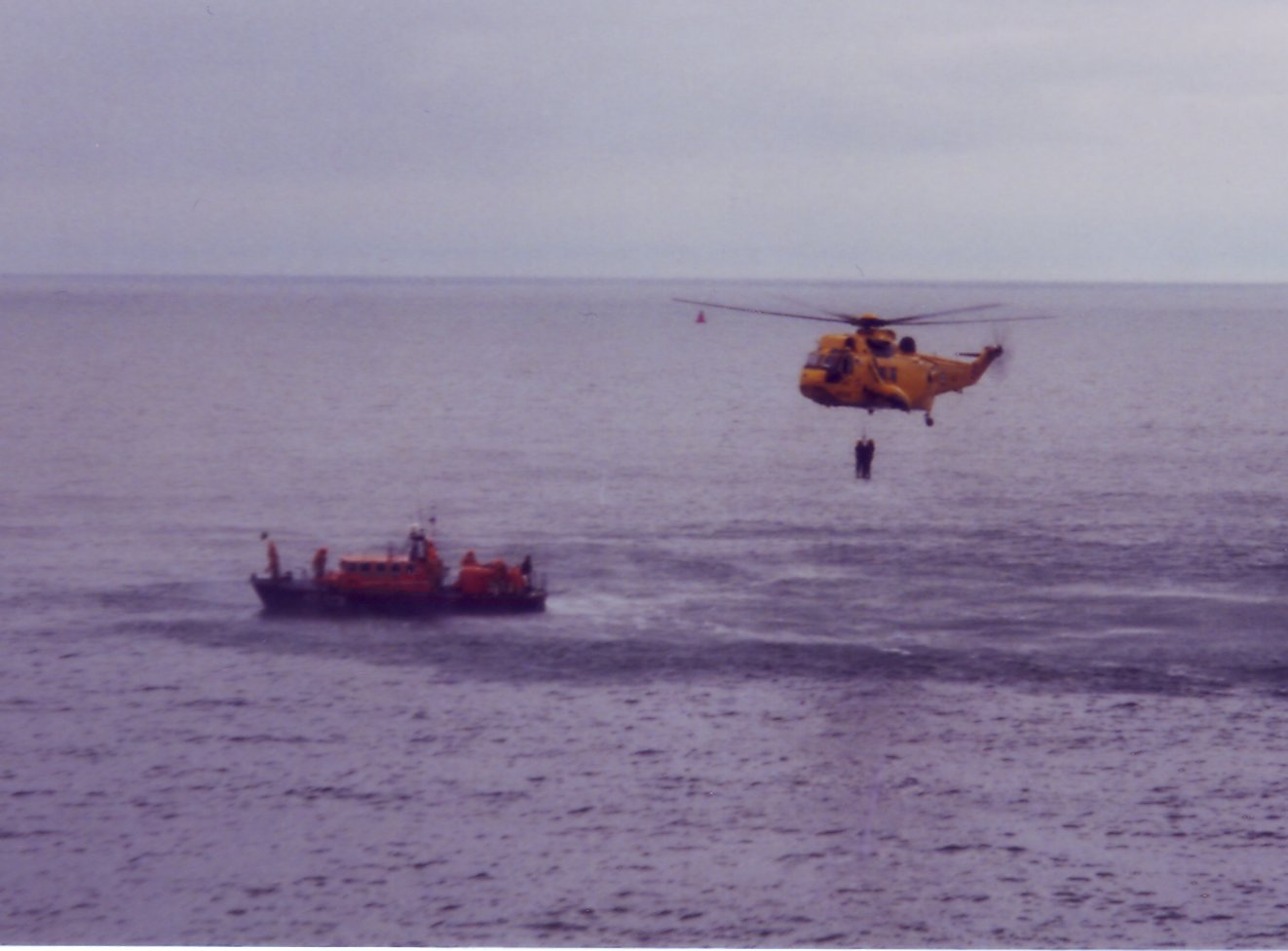
Rettungsaktion vor Großbritannien

Schiffbruch ist ein Ereignis mit einem Schiff auf dem Wasser, bei dem das Wasserfahrzeug in Seenot gerät und aufgegeben werden muss.

## Allgemeines
Die Schiffsbesatzung und ggf. auch die Passagiere, welche einen Schiffbruch erleiden, müssen sich retten und auf Hilfe hoffen. Sie gelten als Schiffbrüchige. Ursachen hierfür sind u. a. Havarie, Kentern, Stranden, Auflaufen auf Felsen oder Riffe, Untiefen, schwere Schäden (z. B. Feuer, Leck) oder Verwicklung in Seetang (siehe Sargassomeer).
Aus den 1970er Jahren sind zahlreiche Fälle belegt, in denen Schiffbrüchige in Rettungsflößen oder -booten Schiffe in 0,5 bis 1,5 Seemeilen Distanz vorbeifahren sahen und es ihnen nicht gelungen ist, sich bemerkbar zu machen und die Schiffsbesatzung zu veranlassen, sie an Bord zu nehmen. So beschreiben z. B. Maurice und Maralyn Bailey, deren Segelyacht Auralyn am 4. März 1973 ca. 300 Seemeilen vor San Cristóbal auf den Galápagos-Inseln sank und die am 30. Juni 1973 von einem koreanischen Fischerboot an Bord genommen wurden, in ihrem Buch insgesamt sieben Begegnungen mit Schiffen, die an ihnen vorbeifuhren.

## Seerecht
Nach § 537 Nr. 5 HGB gehört der Schiffbruch zu den Schifffahrtsereignissen wie auch ein Kentern, ein Zusammenstoß oder eine Strandung des Schiffes, eine Explosion oder ein Feuer im Schiff oder ein Mangel des Schiffes. Die Wahrscheinlichkeit, einen Schiffbruch zu erleiden, ist bei von vorneherein seeuntüchtigen Wasserfahrzeugen (etwa Schlauchboote auf dem Mittelmeer) wesentlich höher als bei seetüchtigen. Ungeachtet dessen sind nach internationalem Seerecht (Genfer Abkommen II (GA) von 1949) alle Schiffe dazu verpflichtet, ihre Fahrt zu unterbrechen, um Schiffbrüchige aufzunehmen.
Nach Art. 8b GA II sind Schiffbrüchige „Militär- oder Zivilpersonen, die sich auf See oder in einem anderen Gewässer infolge eines Unglücks, das sie selbst oder das sie befördernde Wasser- oder Luftfahrzeug betroffen hat, in Gefahr befinden und die jede feindselige Handlung unterlassen“. Sie gehören zu den durch das GA II geschützten Personen (Art. 13 GA II). Schiffbrüchige befinden sich in Seenot, so dass eine Seenotrettung durch in der Nähe befindliche Handels- oder Kriegsschiffe verpflichtend ist. Allerdings ist nicht jeder Fall einer Seeuntüchtigkeit mit Seenot gleichzusetzen. Dabei spielt der Status der Schiffbrüchigen keine Rolle, denn das SRÜ spricht von „jeder Person“ (englisch any person), die SAR-Konvention von 1979 redet von „gleichgültig, unter welchen Umständen diese Person gefunden wird“. Eine Verpflichtung der Küstenstaaten, Schiffbrüchige in ihr Staatsgebiet aufzunehmen, besteht allerdings nicht; ebenso wenig besteht eine Verpflichtung zur aktiven Rettung durch staatliche Einrichtungen oder Schiffe. Aus den SOLAS- und der SAR-Konvention ergibt sich indes eine Verpflichtung der Küstenstaaten zur Kooperation und Koordination der Rettungsbemühungen. Art. 33 Abs. 1 GFK schützt Flüchtlinge/Asylsuchende in Seenot vor Abschiebung und Zurückweisung in den unsicheren Herkunftsstaat, was auch auf Flüchtlinge/Asylsuchende auf See anwendbar ist. Schiffe in Seenot unterliegen dem Recht der friedlichen Durchfahrt.

## Seenotrettung und medizinische Versorgung auf See
Gezielte Hilfe bieten weltweit die Search-and-Rescue-Organisationen, in Deutschland ist die Deutsche Gesellschaft zur Rettung Schiffbrüchiger (DGzRS) tätig.
Hospitalschiffe sind in der Regel größere Schiffe, deren vornehmliche Aufgabe die medizinische und sonstige Versorgung von auf See oder an Land in Not geratenen Menschen ist. Dies schließt neben Kranken und Verletzten auch Schiffbrüchige mit ein. Eine weitere wichtige Aufgabe von Hospitalschiffen ist der Transport von kranken und verletzten Personen auf dem Seeweg. Die meisten Hospitalschiffe gehören zum militärischen Sanitätsdienst. Ein Hospitalschiff im Dienst einer zivilen Institution ist die spanische Esperanza del Mar. Ihr Haupteinsatzgebiet ist der Atlantik entlang der westafrikanischen Küste zwischen Marokko bzw. Mauretanien und Ghana. Der Heimathafen ist Las Palmas auf Gran Canaria.

## Schiffbruch in der schöngeistigen Literatur
Siehe: Robinsonade